# 알바 왕국
알바 왕국(스코틀랜드 게일어: Rìoghachd na h-Alba, 스코트어: Kinrick o Alba, 영어: Kingdom of Alba)이란 돔날 2세가 사망한 기원후 900년부터 알락산다르 3세가 사망한 1286년까지의 스코틀랜드 왕국을 일컫는다. 이 시기가 끝난 뒤 스코틀랜드는 독립전쟁 시대로 돌입한다. 알바 시기 스코틀랜드는 훗날의 스튜어트 왕조 시대와는 전혀 달라서, 픽트-게일계 켈트인 또는 스코트노르만인들이 지배계층을 구성하고 있었다. 인구 절대다수가 중세 영어를 사용했고, 나중에 저지 스코틀랜드어로 발달한다.
게일어로는 "알바 왕국"이 곧 "스코틀랜드 왕국"이기 때문에, "알바 왕국(Kingdom of Alba)"이라는 영어 표현에 정확히 대응하는 게일어 표현은 없다. 영어 사용자 학자들이 이 시기를 "알바 왕국"이라고 칭하는 것은 중세 성기 스코틀랜드 역사의 특수성을 강조하기 위함이다.